# 도미틸라 카타콤베

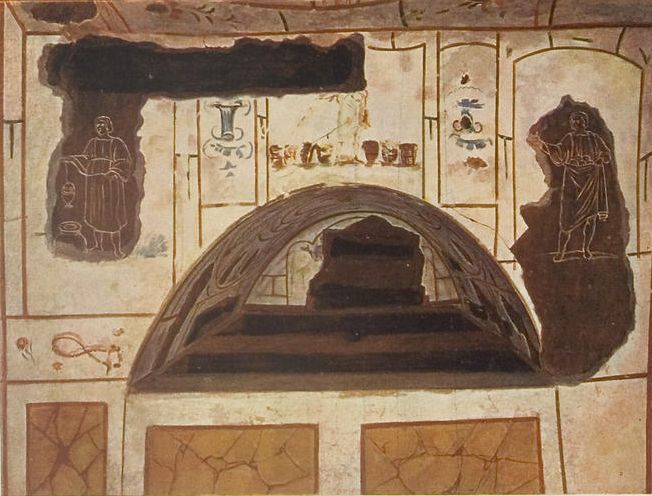
도미틸라 카타콤베

도미틸라 카타콤베(Catacombe di Domitilla)는 이탈리아 로마에 있는 카타콤이다. 안으로 들어가면 좁은 길을 따라 좌우에 무덤이 층층이 들어서 있다. 크기가 작은 것은 어린이의 무덤이며, 넓은 공간은 가족 묘지이다. 석관에 안치된 것은 일부 부유층의 무덤이며 일반적으로 관 없이 헝겊으로 감은 후 올리브 오일을 바른 채 안치하였다.